# Nimfàlids
Els nimfàlids (Nymphalidae) són una família de lepidòpters ditrisis de la superfamília dels papilionoïdeus (Papilinoidea). Fins a l'any 2011 s'havien descrit un total de 6.152 espècies. Normalment són papallones de mida mitjana a grossa. Es distingeixen dels altres ropalòcers pel fet de tenir només dos parells de potes funcionals, mentre que el primer parell està atrofiat i no té cap funció locomotora.

## Nomenclatura
Rafinesque va introduir el nom Nymphalia com a subfamília dins els lepidòpters diürns. Rafinesque no va incloure Nymphalis entre els gèneres llistats, però Nymphalis estava inequívocament implicat en la formació del nom (Codi article 11.7.1.1). L'atribució dels Nymphalidae a Rafinesque ha estat àmpliament adoptada.

## Morfologia
L'envengadura alar de l'imago oscil·la entre els 25 i 200 mm generalment. Acostumen a tenir un vol poderós i ràpid, complementant-lo amb moments de planeig. En les espècies europees predominen els colors càlids, sobretot els marronosos i vermellosos (excepte el gènere Melanargia, que són blanques i negres). El dimorfisme sexual acostuma a ser inexistent. Moltes espècies presenten ocels, alguns tan vistosos com els del paó de dia (Aglais io), estructures que tendeixen a desviar de les parts vitals de l'organisme els atacs d'aus i rèptils.
Moltes erugues són espinoses mentre que les dels satirins estan recoberts d'una fina i curta pilositat. La majoria de pupes es caracteritzen per restar penjades a l'aire per l'abdomen, a les tiges de plantes, amb freqüència sobre gramínies altes, al revers de les fulles o fins i tot a les pedres; d'altres reposen semienterrades al sòl.

## Comportament
Són atretes habitualment per flors de jardins i en alguns casos per matèries àcides en descomposició. Algunes espècies com Danaus plexippus o la migradora dels cards (Vanessa cardui), són migradores i arriben a fer fins a uns 1.000 quilòmetres. Espècies com Hipparchia semele, després de la còpula els mascles col·loquen un "tap" (sphragis) a les femelles perquè no puguin aparellar-se amb altres mascles. Fora de latituds tropicals acostumen a hibernar com a adult, mentre que els satirins ho fan com a larva.
Les erugues dels satirins s'alimenten exclusivament de gramínies i la majoria ho fan durant la nit.

## Taxonomia i sistemàtica

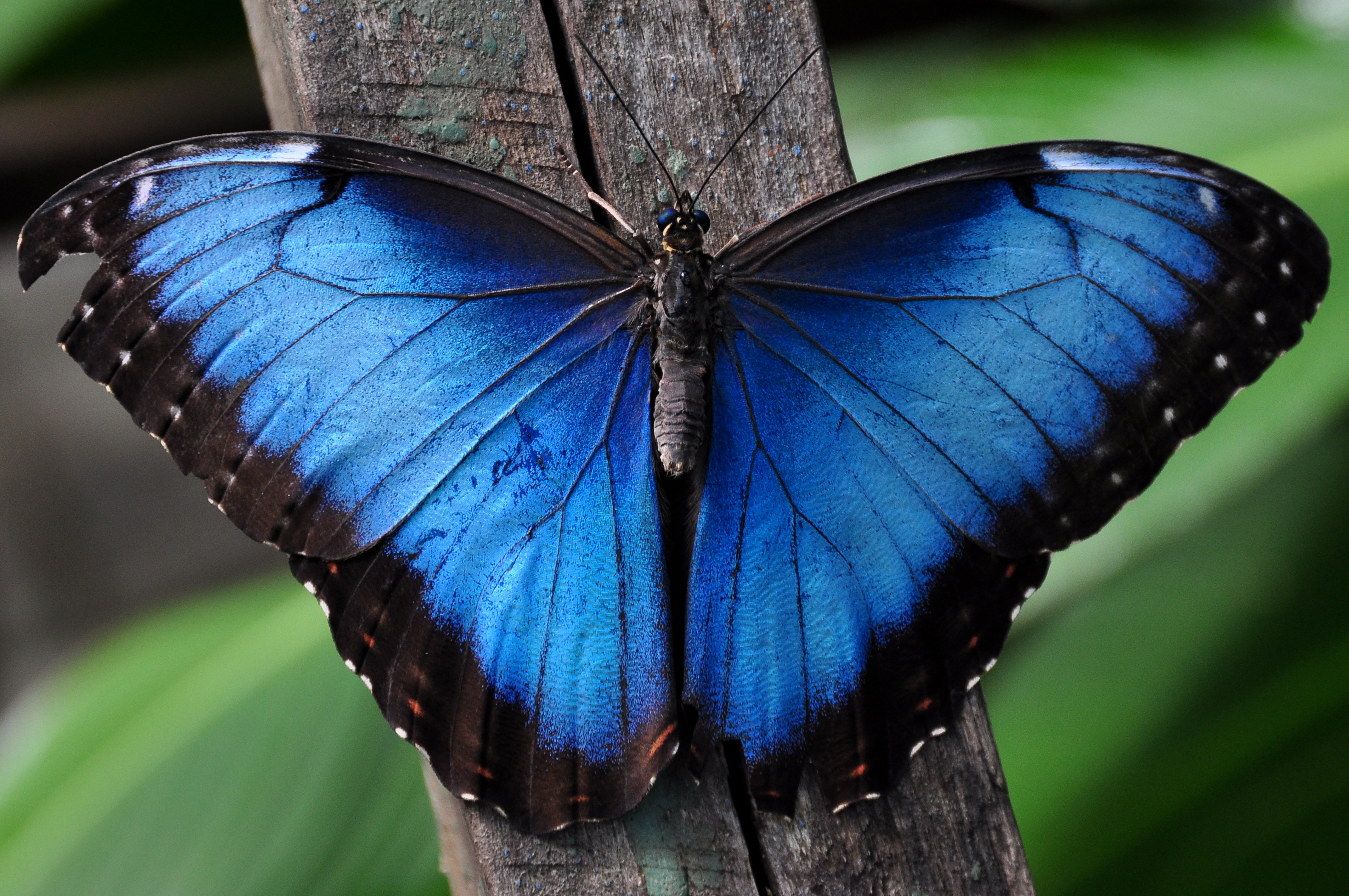
Morpho menelaus

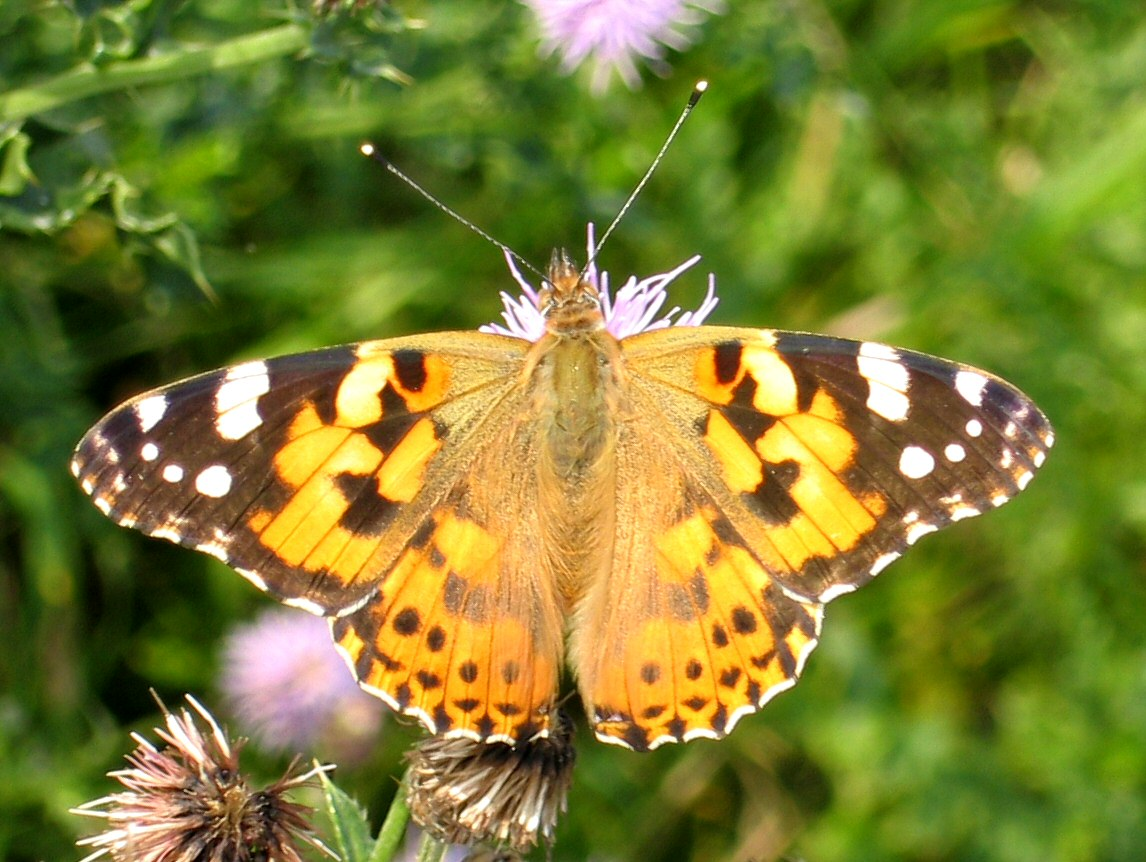
Migradora dels cards (Vanessa cardui)

La filogènia dels Nymphalidae és complexa. Diversos tàxons tenen una posició poc clara, cosa que reflecteix el fet que algunes subfamílies anteriorment eren ben reconegudes com a famílies diferents a causa d'un estudi insuficient.
Els nimfàlids es divideixen en 12 subfamílies, classificats dins de els cinc clades principals de la família:
- Clade Libytheine
  - Libytheinae
- Clade Danainae
  - Danainae
- Clade Satyrinae
  - Calinaginae
  - Charaxinae
  - Morphinae
  - Satyrinae
- Clade Heliconiinae
  - Heliconiinae
  - Limenitidinae
- Clade Nymphalinae
  - Apaturinae
  - Biblidinae
  - Cyrestinae
  - Nymphalinae

Les relacions filogenètiques entre pièrids i la resta de famílies de papilionoïdeus serien:
|  | Hedylidae   |
|  |             |
|  | Hesperiidae |
|  |             |

|  | Nymphalidae                                               |
|  |                                                           |
|  | \| \| Riodinidae \| \| \| \| \| \| Lycaenidae \| \| \| \| |
|  |                                                           |
|  | Riodinidae                                                |
|  |                                                           |
|  | Lycaenidae                                                |
|  |                                                           |

|  | Riodinidae |
|  |            |
|  | Lycaenidae |
|  |            |

|  | Nymphalidae                                               |
|  |                                                           |
|  | \| \| Riodinidae \| \| \| \| \| \| Lycaenidae \| \| \| \| |
|  |                                                           |
|  | Riodinidae                                                |
|  |                                                           |
|  | Lycaenidae                                                |
|  |                                                           |

|  | Riodinidae |
|  |            |
|  | Lycaenidae |
|  |            |

|  | Hedylidae   |
|  |             |
|  | Hesperiidae |
|  |             |

|  | Nymphalidae                                               |
|  |                                                           |
|  | \| \| Riodinidae \| \| \| \| \| \| Lycaenidae \| \| \| \| |
|  |                                                           |
|  | Riodinidae                                                |
|  |                                                           |
|  | Lycaenidae                                                |
|  |                                                           |

|  | Riodinidae |
|  |            |
|  | Lycaenidae |
|  |            |

|  | Nymphalidae                                               |
|  |                                                           |
|  | \| \| Riodinidae \| \| \| \| \| \| Lycaenidae \| \| \| \| |
|  |                                                           |
|  | Riodinidae                                                |
|  |                                                           |
|  | Lycaenidae                                                |
|  |                                                           |

|  | Riodinidae |
|  |            |
|  | Lycaenidae |
|  |            |

|  | Hedylidae   |
|  |             |
|  | Hesperiidae |
|  |             |

|  | Nymphalidae                                               |
|  |                                                           |
|  | \| \| Riodinidae \| \| \| \| \| \| Lycaenidae \| \| \| \| |
|  |                                                           |
|  | Riodinidae                                                |
|  |                                                           |
|  | Lycaenidae                                                |
|  |                                                           |

|  | Riodinidae |
|  |            |
|  | Lycaenidae |
|  |            |

|  | Nymphalidae                                               |
|  |                                                           |
|  | \| \| Riodinidae \| \| \| \| \| \| Lycaenidae \| \| \| \| |
|  |                                                           |
|  | Riodinidae                                                |
|  |                                                           |
|  | Lycaenidae                                                |
|  |                                                           |

|  | Riodinidae |
|  |            |
|  | Lycaenidae |
|  |            |

|  | Hedylidae   |
|  |             |
|  | Hesperiidae |
|  |             |

|  | Nymphalidae                                               |
|  |                                                           |
|  | \| \| Riodinidae \| \| \| \| \| \| Lycaenidae \| \| \| \| |
|  |                                                           |
|  | Riodinidae                                                |
|  |                                                           |
|  | Lycaenidae                                                |
|  |                                                           |

|  | Riodinidae |
|  |            |
|  | Lycaenidae |
|  |            |

|  | Nymphalidae                                               |
|  |                                                           |
|  | \| \| Riodinidae \| \| \| \| \| \| Lycaenidae \| \| \| \| |
|  |                                                           |
|  | Riodinidae                                                |
|  |                                                           |
|  | Lycaenidae                                                |
|  |                                                           |

|  | Riodinidae |
|  |            |
|  | Lycaenidae |
|  |            |

## Espècies notables
- Lexias pardalis
- Nymphalis californica
- Polygonia c-album
- Junonia coenia
- Libytheana carinenta
- Hamadryas februa
- Chlosyne janais
- Limenitis lorquini
- Euphydryas aurinia
- Maniolis jurtina
- Nymphalis antiopa
- Danaus plexippus - Papallona Monarca.
- Morpho menelaus - Morfo blau.
- Vanessa cardui
- Aglais io, Paó de dia
- Polygonia interrogationis
- Vanessa atalanta - Atalanta o rei
- Coenonympha pamphilus
- Nymphalis urticae
- Hipparchia neomiris
- Anthanassa texana

## Galeria d'oruguess

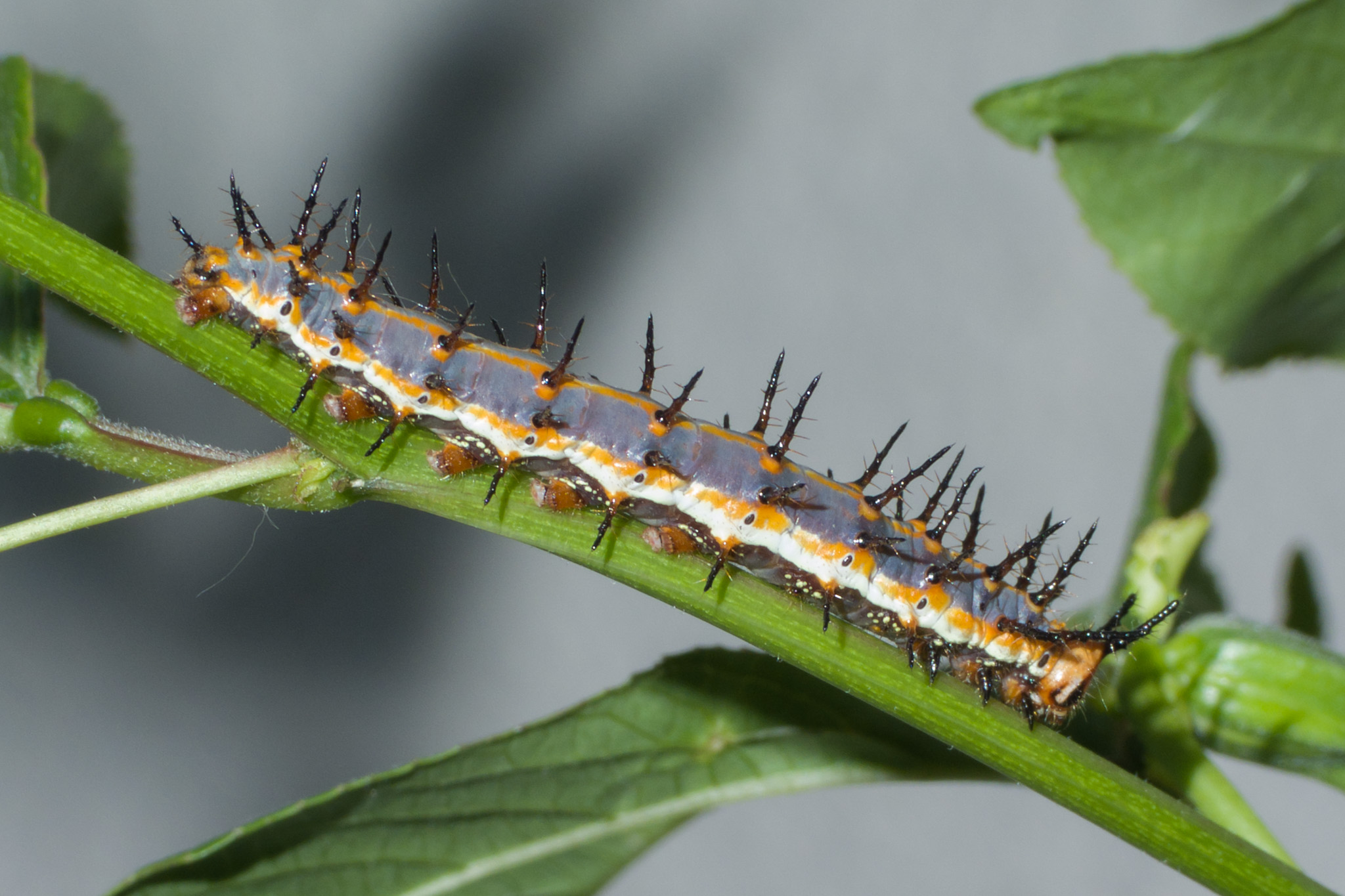
Agraulis vanillae a Passiflora incarnata
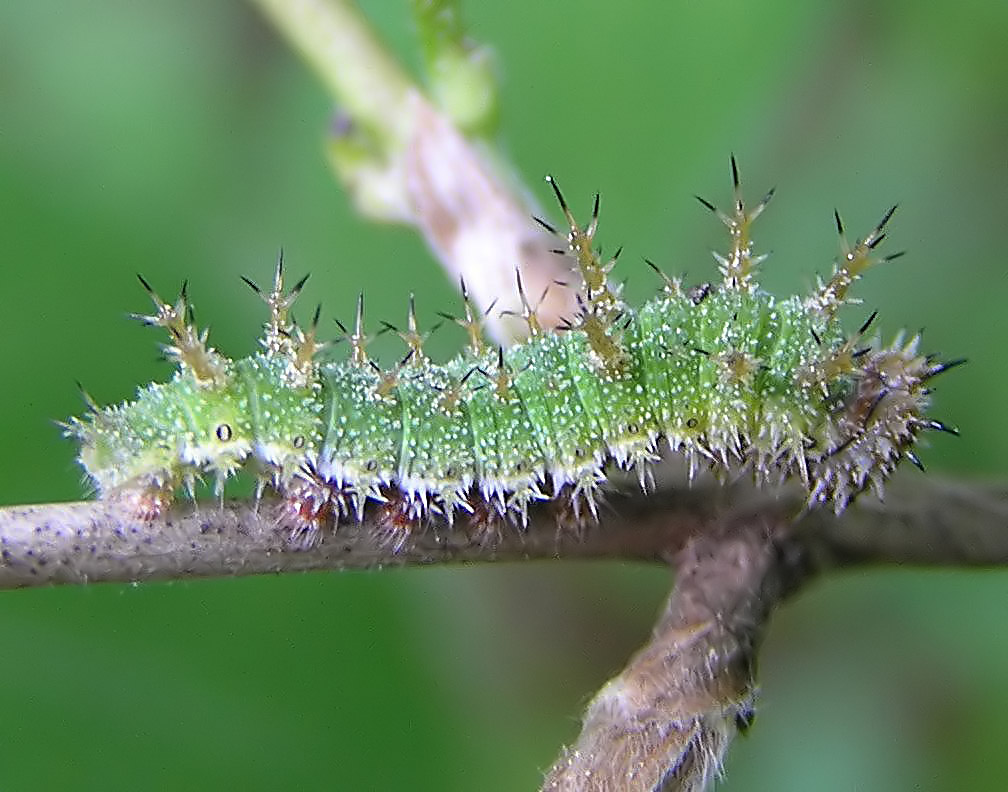
Limenitis camilla
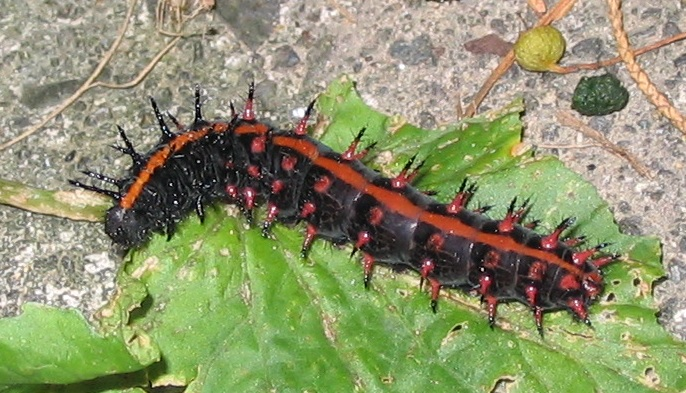
Argyreus hyperbius
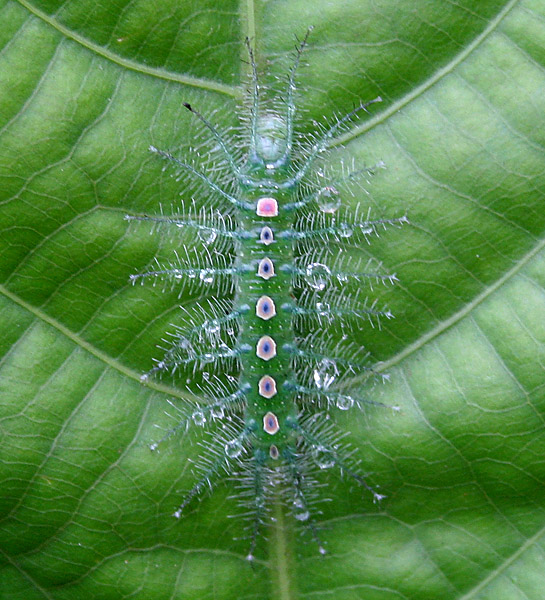
Tanaecia lepidea a Careya arborea
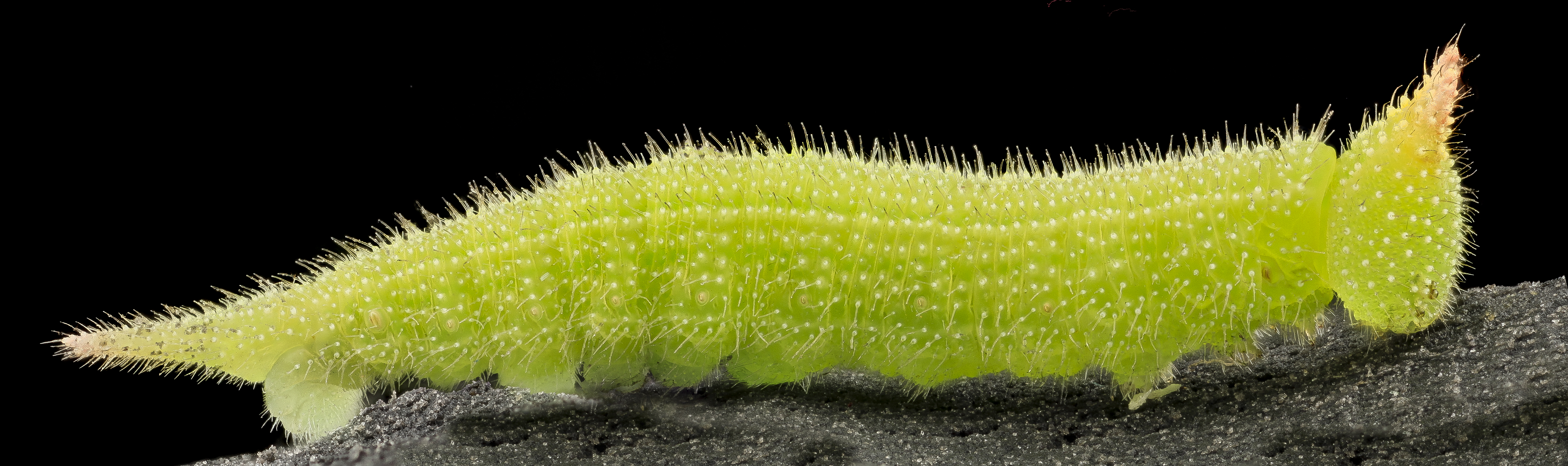
Enodia anthedon
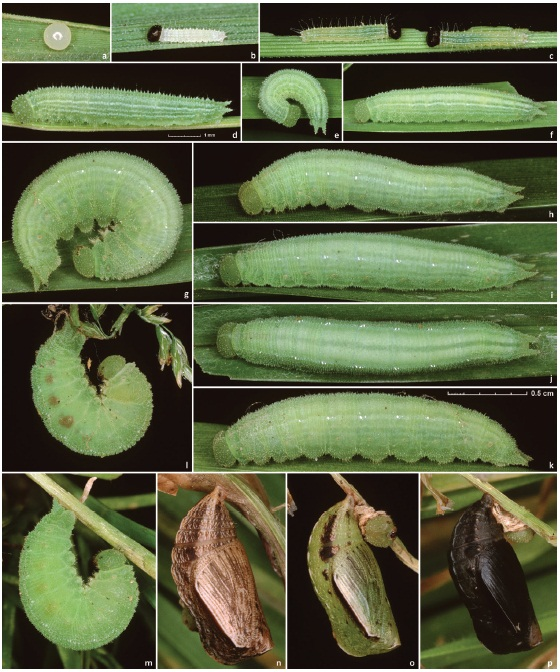
Hermeuptychia hermybius, d'ou a pupa
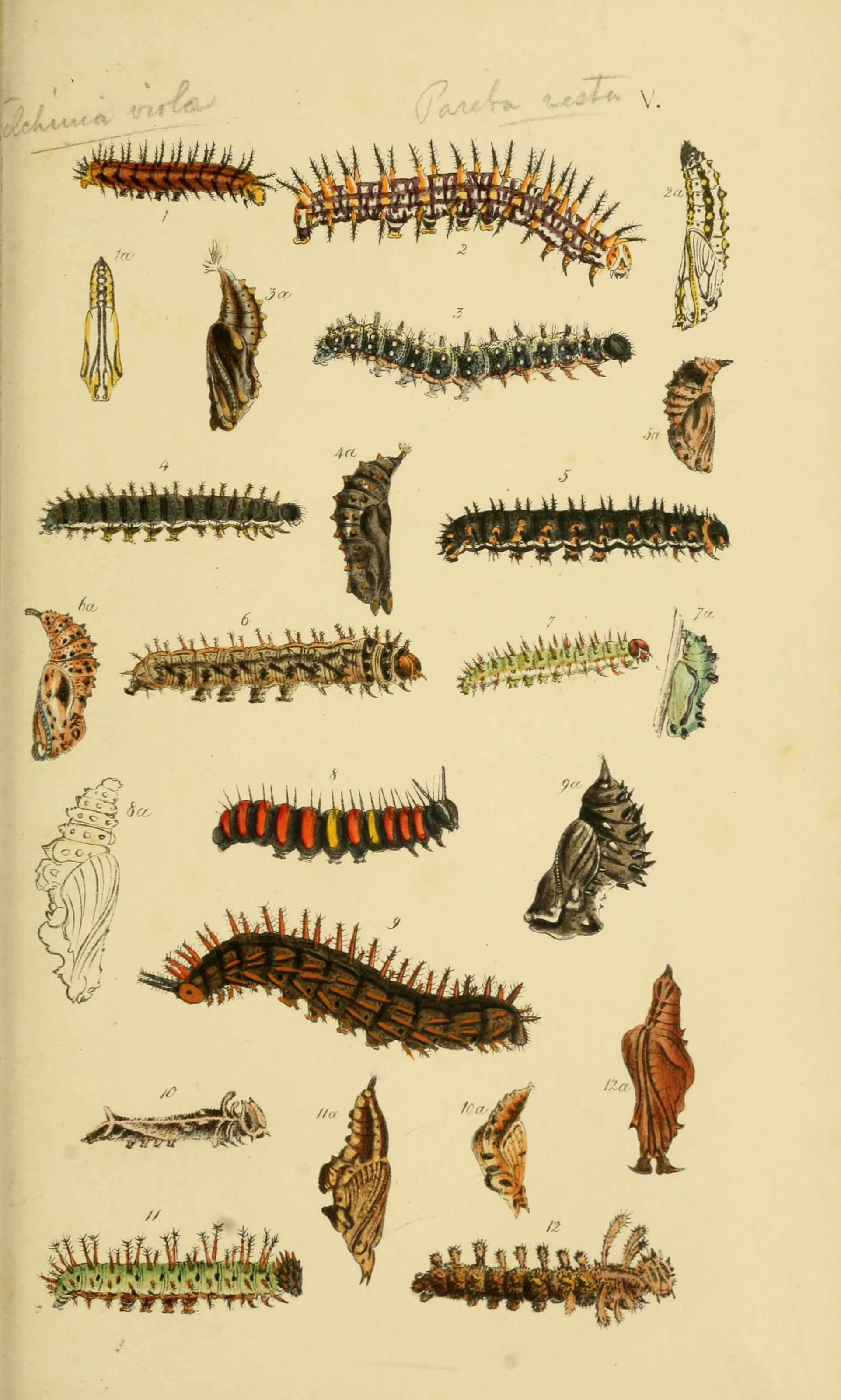
Il·lustracions de larves de Nymphalidae de l'Índia
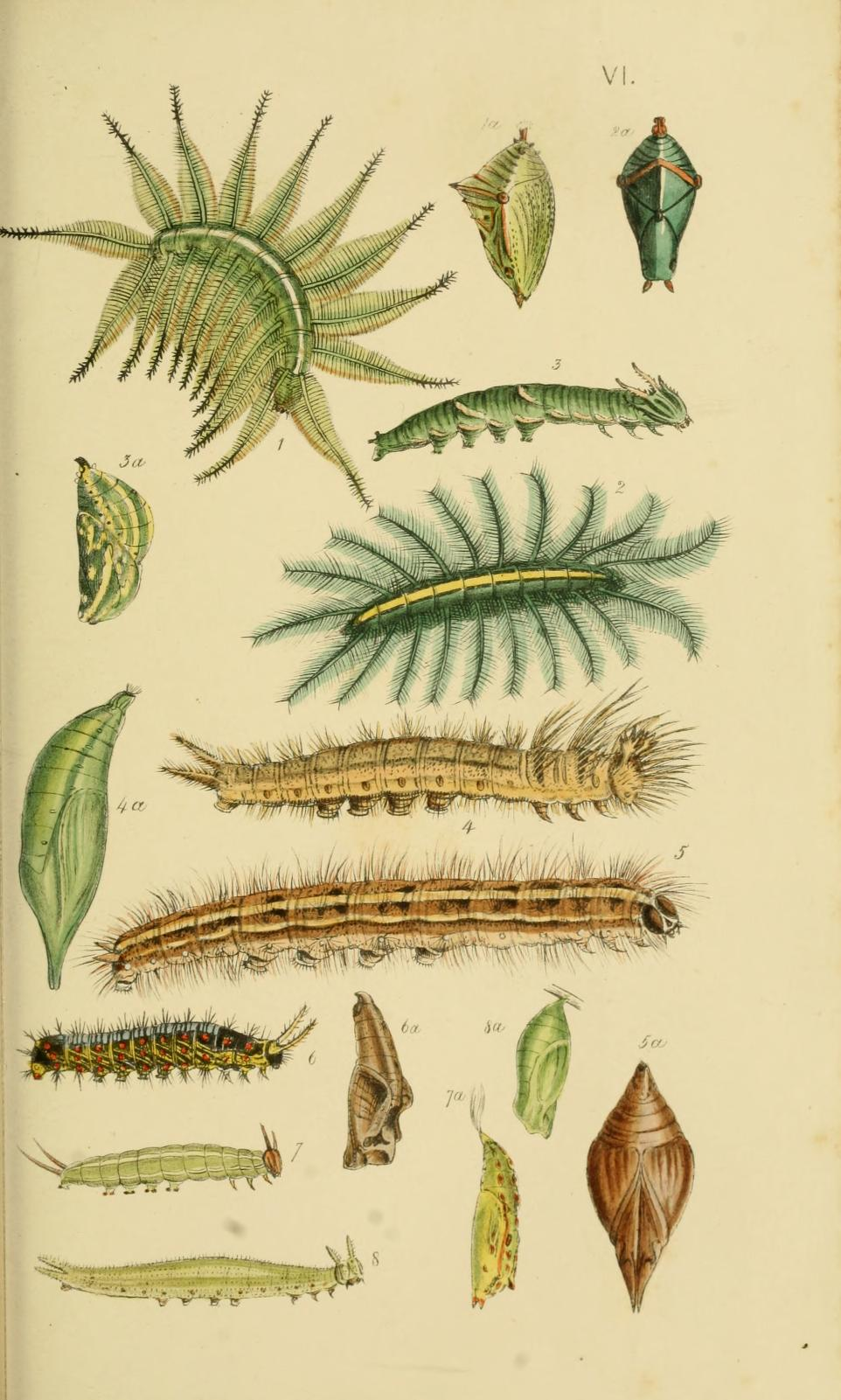
Il·lustracions de larves de Nymphalidae de l'Índia
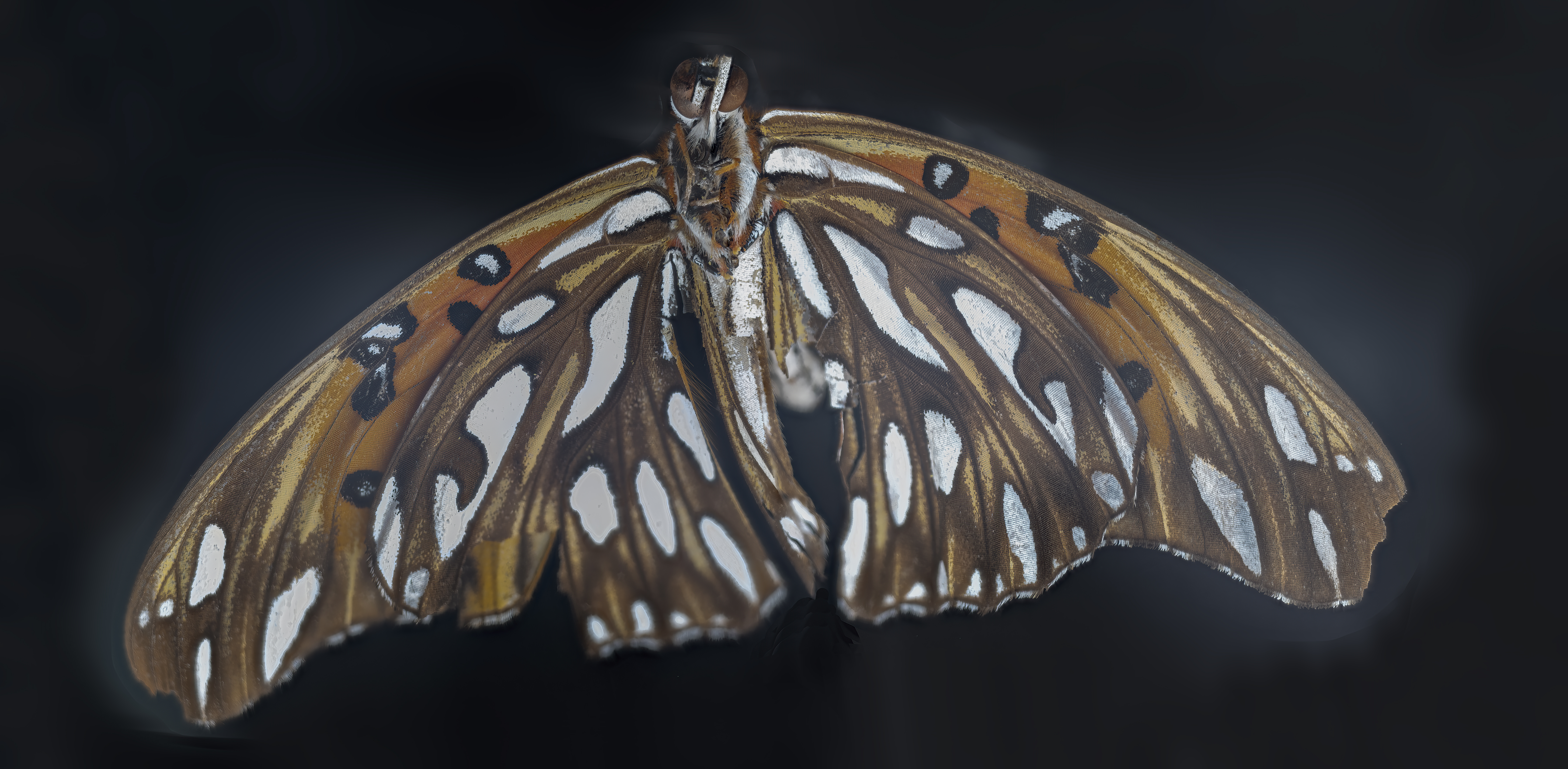
Toda una Nymphalidae, Dione cf. vanillae.
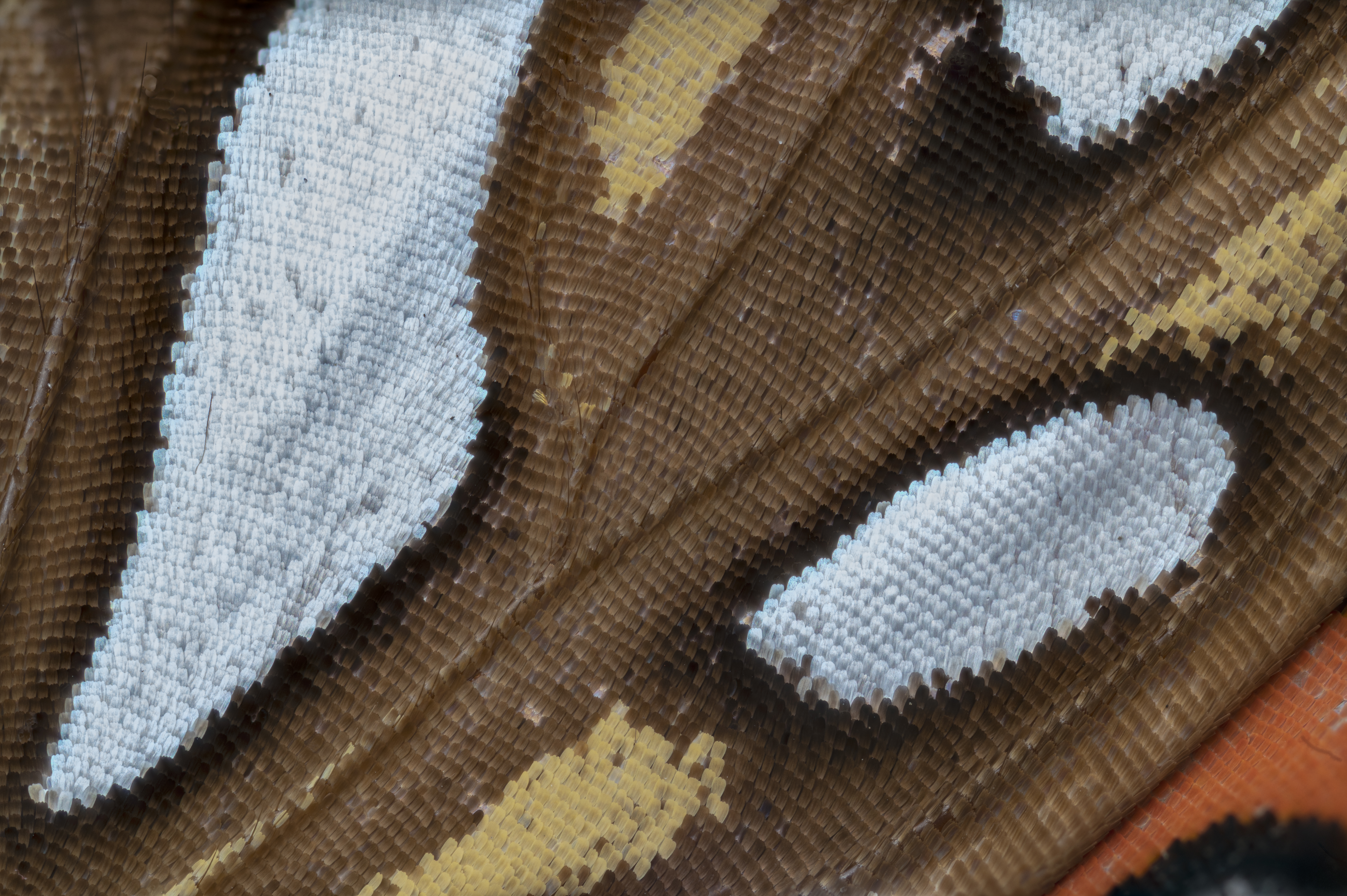
Ala de Dione cf. vanillae.